# Abrúnculo de Langres
Abrúnculo de Langres (s. V-Langres, 488 o 490), obispo franco que mezcla en su figura a dos santos. A saber, Aprúnculo de Auvernia, como obispo de Clermont (448) y Abrúnculo de Auvernia, como obispo de Langres (490). Fue un religioso franco, obispo de Langres y luego jefe de la sede de Auvernia, en Aquitania, a finales del siglo V. Es considerado santo por la Iglesia Católica y conmemorado simultáneamente el 4 de enero y el 14 de mayo.